# Tsjechisch voetballer van het jaar
Tsjechisch voetballer van het jaar is een prijs die elk voetbalseizoen wordt uitgereikt aan de beste speler uit Tsjechië. Van 1965 tot 1992 werd dit gedaan voor de beste speler uit Tsjecho-Slowakije. De winnaar ontvangt de Gouden Bal als trofee. Petr Čech is recordhouders met negen trofeeën. In 1996 kregen twee spelers de hoofdprijs. Zowel Karel Poborský als Patrik Berger ontving dat jaar de Gouden Bal.

## Winnaars

### Tsjecho-Slowakije
| Jaar | Winnaar          | Club              | Land               |
| ---- | ---------------- | ----------------- | ------------------ |
| 1965 | Ján Popluhár     | Slovan Bratislava | Vlag van Tsjechië  |
| 1966 | Josef Masopust   | AS Dukla Praag    | Vlag van Tsjechië  |
| 1967 | Jan Geleta       | AS Dukla Praag    | Vlag van Tsjechië  |
| 1968 | Ivo Viktor       | AS Dukla Praag    | Vlag van Tsjechië  |
| 1969 | Ladislav Kuna    | Spartak Trnava    | Vlag van Tsjechië  |
| 1970 | Karol Dobiáš     | Spartak Trnava    | Vlag van Tsjechië  |
| 1971 | Karol Dobiáš     | Spartak Trnava    | Vlag van Tsjechië  |
| 1972 | Ivo Viktor       | AS Dukla Praag    | Vlag van Tsjechië  |
| 1973 | Ivo Viktor       | AS Dukla Praag    | Vlag van Tsjechië  |
| 1974 | Ján Pivarník     | Slovan Bratislava | Vlag van Tsjechië  |
| 1975 | Ivo Viktor       | AS Dukla Praag    | Vlag van Tsjechië  |
| 1976 | Ivo Viktor       | AS Dukla Praag    | Vlag van Tsjechië  |
| 1977 | Karel Kroupa     | TJ Zbrojovka Brno | Vlag van Tsjechië  |
| 1978 | Zdeněk Nehoda    | ASVS Dukla Praag  | Vlag van Tsjechië  |
| 1979 | Zdeněk Nehoda    | ASVS Dukla Praag  | Vlag van Tsjechië  |
| 1980 | Antonín Panenka  | Bohemians Praag   | Vlag van Tsjechië  |
| 1981 | Ján Kozák        | ASVS Dukla Praag  | Vlag van Tsjechië  |
| 1982 | Jan Fiala        | ASVS Dukla Praag  | Vlag van Tsjechië  |
| 1983 | Ladislav Vízek   | ASVS Dukla Praag  | Vlag van Tsjechië  |
| 1984 | Jan Berger       | Sparta Praag      | Vlag van Tsjechië  |
| 1985 | Ladislav Vízek   | ASVS Dukla Praag  | Vlag van Tsjechië  |
| 1986 | Jozef Chovanec   | Sparta Praag      | Vlag van Tsjechië  |
| 1987 | Ivan Hašek       | Sparta Praag      | Vlag van Tsjechië  |
| 1988 | Ivan Hašek       | Sparta Praag      | Vlag van Tsjechië  |
| 1989 | Michal Bílek     | Sparta Praag      | Vlag van Tsjechië  |
| 1990 | Ján Kocian       | FC St. Pauli      | Vlag van Duitsland |
| 1991 | Tomáš Skuhravý   | Genoa             | Vlag van Italië    |
| 1992 | Ľubomír Moravčík | AS Saint-Étienne  | Vlag van Frankrijk |

### Tsjechië
| Jaar | Winnaar                      | Club                        | Land                                  |
| ---- | ---------------------------- | --------------------------- | ------------------------------------- |
| 1993 | Petr Kouba                   | Sparta Praag                | Vlag van Tsjechië                     |
| 1994 | Pavel Kuka                   | 1. FC Kaiserslautern        | Vlag van Duitsland                    |
| 1995 | Radek Drulák                 | FK Drnovice                 | Vlag van Tsjechië                     |
| 1996 | Karel Poborský Patrik Berger | Manchester United Liverpool | Vlag van Engeland · Vlag van Engeland |
| 1997 | Jiří Němec                   | Schalke 04                  | Vlag van Duitsland                    |
| 1998 | Pavel Nedvěd                 | Lazio Roma                  | Vlag van Italië                       |
| 1999 | Jan Koller                   | RSC Anderlecht              | Vlag van België                       |
| 2000 | Pavel Nedvěd                 | Lazio Roma                  | Vlag van Italië                       |
| 2001 | Tomáš Rosický                | Borussia Dortmund           | Vlag van Duitsland                    |
| 2002 | Tomáš Rosický                | Borussia Dortmund           | Vlag van Duitsland                    |
| 2003 | Pavel Nedvěd                 | Juventus                    | Vlag van Italië                       |
| 2004 | Pavel Nedvěd                 | Juventus                    | Vlag van Italië                       |
| 2005 | Petr Čech                    | Chelsea                     | Vlag van Engeland                     |
| 2006 | Tomáš Rosický                | Arsenal                     | Vlag van Engeland                     |
| 2007 | Marek Jankulovski            | AC Milan                    | Vlag van Italië                       |
| 2008 | Petr Čech                    | Chelsea                     | Vlag van Engeland                     |
| 2009 | Petr Čech                    | Chelsea                     | Vlag van Engeland                     |
| 2010 | Petr Čech                    | Chelsea                     | Vlag van Engeland                     |
| 2011 | Petr Čech                    | Chelsea                     | Vlag van Engeland                     |
| 2012 | Petr Čech                    | Chelsea                     | Vlag van Engeland                     |
| 2013 | Petr Čech                    | Chelsea                     | Vlag van Engeland                     |
| 2014 | David Lafata                 | Sparta Praag                | Vlag van Tsjechië                     |
| 2015 | Petr Čech                    | Chelsea / Arsenal           | Vlag van Engeland                     |
| 2016 | Petr Čech                    | Arsenal                     | Vlag van Engeland                     |
| 2017 | Vladimír Darida              | Hertha BSC                  | Vlag van Duitsland                    |
| 2018 | Tomáš Vaclík                 | Sevilla                     | Vlag van Spanje                       |
| 2019 | Tomáš Souček                 | West Ham United             | Vlag van Engeland                     |

Azerbeidzjan · België (HLN · PL) · Bosnië-Herzegovina · Bulgarije · Denemarken · Duitsland · Engeland (PFA · FWA) · Estland · Finland · Frankrijk (FF · UNFP) · Georgië · Gibraltar · Griekenland · Hongarije · Ierland · Israël · Italië · Kazachstan · Kosovo · Kroatië · Letland · Liechtenstein · Litouwen · Luxemburg · Malta · Moldavië · Nederland · Noord-Macedonië · Noorwegen · Oekraïne · Oostenrijk · Polen · Portugal (CNID · PGB) · Roemenië · Rusland ("Futbol" · "Sport-Express") · Schotland (SPFA · SFWA) · Servië · Slowakije · Sovjet-Unie · Spanje (TADS · PDB · LFP) · Tsjechië (ČMFS · KSN) · Wit-Rusland · Zweden · Zwitserland